# Мазко, Евгений Валерьевич
Евгений Валерьевич Мазко (укр. Євген Валерійович Мазко, позывной — Жакан; 29 августа 1983, Рассошенцы — 24 сентября 2024, Миньковка) — украинский военнослужащий, младший сержант, участник российско-украинской войны. Герой Украины (2025, посмертно).

## Биография
Родился 29 августа 1983 года в селе Рассошенцы Полтавской области. Служил в 30-й отдельной механизированной бригаде.
Погиб 24 сентября 2024 года в населённом пункте Миньковка Донецкой области.

## Награды
- Звание «Герой Украины» с удостоением ордена «Золотая Звезда» (21 февраля 2025, посмертно) — за личное мужество и героизм, проявленные в защите государственного суверенитета и территориальной целостности Украины, верность военной присяге[1].